# エジプト文字
エジプト文字（エジプトもじ）とは、エジプト語の表記に用いられたヒエログリフ、ヒエラティック、デモティック、コプト文字のうち、共通の表語・表音体系を持ち互いに系統関係にあると考えられる前三者の総称。

## 分類
近代のエジプト文字研究は、古代ギリシア語とエジプト語の対訳碑文であるロゼッタ・ストーンの発見により一気に進展する。エジプト語部分は2種類の文字で書かれており、ギリシア語での布告は、「神聖文字」hier(ois)、「土着文字」enchori(ois)、「ギリシア文字」で石碑に刻み寺院に設置すべしという指示に終わっていることから、これらの2種の文字がヘロドトスやシケリアのディオドロスなど古典時代の文献で言及されたエジプトの聖俗二種の文字に比定された。土着文字に対するデモティックという名称は、ヘロドトスの二分法に由来する。しかし、他のエジプト遺跡の研究が進むと、書かれた文字資料の中に、さらに異なる字体があることが明らかになった。たとえば、ナポレオン・ボナパルトのエジプト遠征に随行した学術調査団の報告書『エジプト誌』(1810年)のうちテーベ墓地を担当したエドメ・フランソワ・ジョマールは、アレクサンドリアのクレメンスが『ストロマテイス』の中で言及しているエジプト文字の3種の用法 methodos を引用して、神聖文字のうち、パピルスに書かれた文字が神官階級が用いたとされるヒエラティックにあたると考え、いくつかの文字について碑文のヒエログリフィック(聖刻)との対応関係を観察している。ロゼッタ碑文の解読者シャンポリオンの遺稿となった『エジプト語文法』(1836年)では、『死者の書』などに見られるしばしば彩色された線形ヒエログリフとヒエラティックが区別され、象形的なヒエログリフから線画ヒエログリフを経て、線文字のヒエラティック、最終的にデモティックに至る省略過程として派生関係が説明されている。
19世紀以降多数の資料が発見され古代エジプト史の詳細が明らかになった結果、これらの文字(あるいは書体)の関係についても新たな知見が加わった。象形性を欠き線文字化したヒエラティックは、線画ヒエログリフが現れるよりはるか以前の初期王朝期からヒエログリフと平行して発達したと考えられ、また、用途や地域、時代による変種もヒエログリフより多い。デモティックは、このうちの下エジプトの行政用書体から発達したものであり、末期王朝時代にエジプト全土の共通書体として、宗教文書を除くほとんどの分野でヒエラティックと置き換わった。ヘロドトスの二分法は、このようにデモティックではないヒエラティックが宗教用文書としてのみ残存していた状態として説明される。ヒエラティックやデモティックとヒエログリフの間の関係も、地域や時代によって、必ずしも一貫した関係ではなかったことが窺われる。ロゼッタ碑文の場合も、ヒエログリフとデモティックの対応が単なる書体差ではなかったため、デモティックを表音性に着目して解読したトーマス・ヤングはヒエログリフの解読には匙を投げることになる。

## 表語・表音文字
象形文字であるヒエログリフも含め、初期からアブジャド的な表音文字としての用法(いわゆる仮借)が固有名表記に用いられている。エジプト語もフェニキア語などのセム系言語と同様にアフロ・アジア語族であり語根が子音配列で決定され母音の違いによる意味の違いが周辺的なものにとどまるため、母音を表記しないという点でセム系アブジャドと共通であるが、エジプト文字は、エジプト語表記に必要な単子音文字を完備するほかに、2子音、3子音を中心とした子音配列に対応する文字を持つ。これらの多くは表意的(表語的)な用法でも用いられ、この場合は表意的な用法であることを示す記号が付加された。また、同じ記号連続の多義性を解消するための意味限定符も加えられた。これらや文法上の双数と複数を示す記号は、純粋に表意的な記号である。一方で、表音面での曖昧さの解消のために、ふり仮名や送り仮名に相当する表音文字もしばしば付加された。つまり、ある語が、表音あるいは表意用法の文字(連続)にこれら各種の区別のための記号を加えた連続として表記され、全体として他の語と区別される仕組みであるといえる。
このような仕組みのため、特に線文字のヒエラティックやデモティックでは、語の綴りがある程度固定する傾向がみられる。文字の配置も右から左への横書きに固定され、頻繁に用いられる連続では結合字が多用された。これに対して、象形性を維持したヒエログリフでは、同じ語の綴りや配置が全体としてのデザインに配慮して入れ替えられることがあったほか、寓意的な表意記号による置き換えなど、固有の約束事に基づくとみられる特殊な綴り字も用いられた。これらの約束事は、ヒエログリフ書記としての神官によって継承されたとみられるが、これらの伝承(のみ)が古典文献を通じてヨーロッパに伝えられ、神秘的な象形表意文字という誤解が近代まで続くことになった。

## 影響
ヘレニズム時代以降、エジプトの公式文書としてはギリシア語のものが要求され、デモティックの用途も限られるようになった。エジプト語の表記にも、ギリシア文字を基本としてエジプト語固有の子音の表記にデモティックの字母を追加したコプト文字による表音表記が充てられたため、エジプト文字の知識は失われた。
原シナイ文字やフェニキア文字などのセム系アブジャドは、その文字名から本来は象形性を持っていたと推測され、エジプト文字のうちの一部を、エジプト文字の字形にセム系言語の頭音を当てる1子音文字のみのセットとして借用したのではないかという説が有力であった。エジプト内部でワディ・エル・ホル文字が発見されたことは、この説をさらに強める事実となった。メロエ文字は、ヒエログリフとデモティックの字形の1子音文字のみのセットを借用したアルファベット体系である。
ミノア文明の発見者であるイギリスの考古学者アーサー・エヴァンズは、ミノア文字がエジプト文字の影響下で成立したと考え、象形文字をクレタ・ヒエログリフと名づけた。ただし、線文字Aや線文字Bとの比較から、基本的には線文字B同様の音節文字であったという説が有力である。同様に、音節文字ではないかと推定される未解読の象形文字にビブロス文字があり、こちらも「ビブロス擬似ヒエログリフ」と呼ばれることがある。